# امیر بیگ ارمنی
امیر بیگ ارمنی یکی از غلامان، ندیمان و درباریان صفویه بود او در زمان سلطنت شاه صفی و شاه عباس دوم خدمت می کرد و سال ها به عنوان شیره چی باشی و حاکم گسکر بر قرار بود.
امیر بیگ ارمنی پس از آن که منوچهر خان، حاکم قبلی گسکر مورد غضب شاه صفی قرار گرفت به حکومت گسکر رسید. او پسری به نام صفیقلی داشت که پس از اون لقب شیره چی باشی را دریاف کرد.